# Marie Lafarge

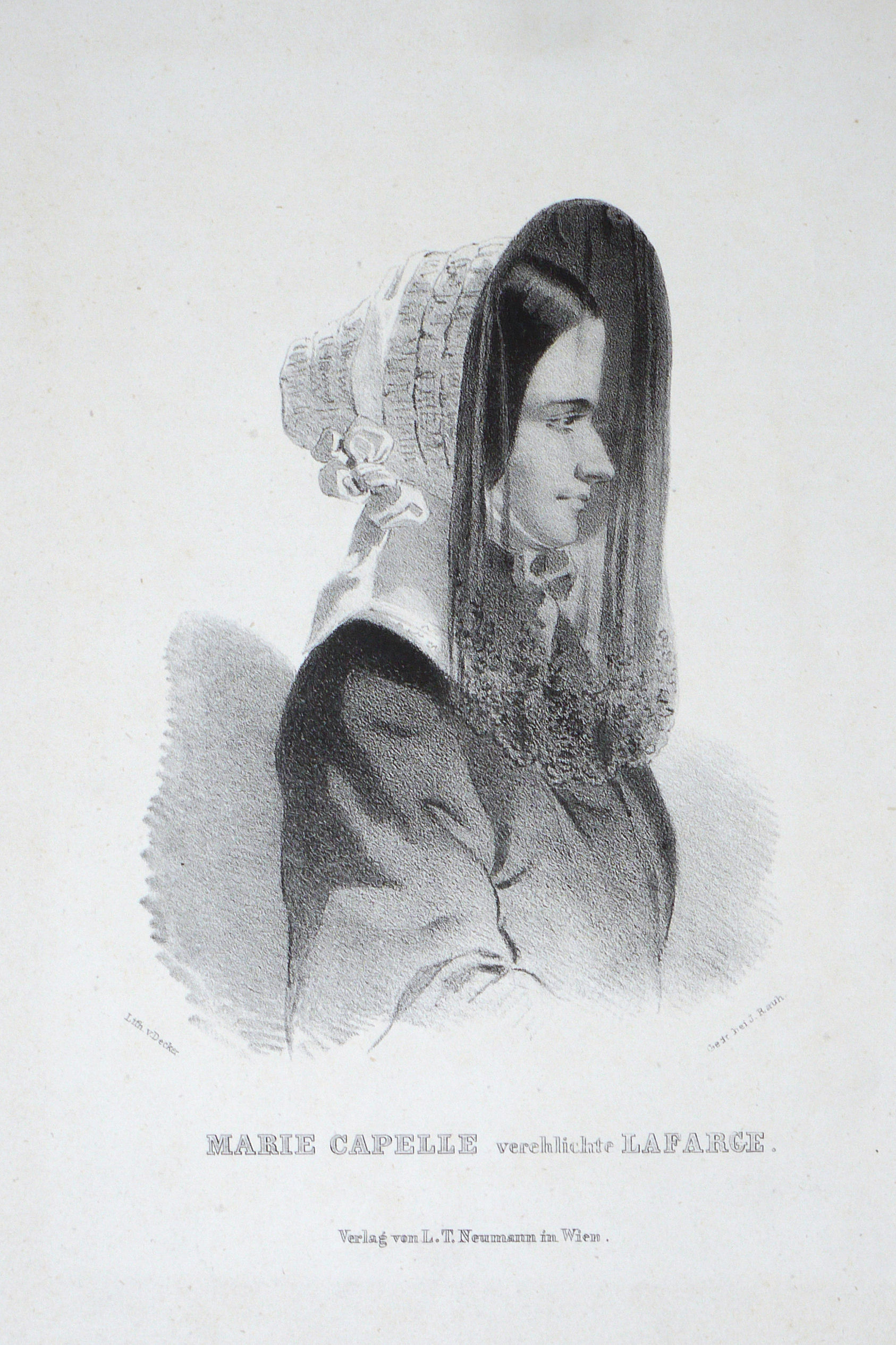
Marie Lafarge, Lithographie von Gabriel Decker, um 1850

Marie Fortunée Lafarge (* Januar 1816 in Paris als Marie Fortunée Cappelle; † 7. September 1852) war eine französische Giftmörderin. Der Prozess gegen Marie Lafarge, die beschuldigt wurde, ihren Mann Charles Lafarge mittels Arsenik vergiftet zu haben, wurde zum weltweit ersten Gerichtsverfahren mit einem Urteil auf der Grundlage eines toxikologisch-chemischen Beweises. Das Gerichtsverfahren spaltete Frankreich in zwei Lager, in die Lafargisten und die Anti-Lafargisten. Marie Lafarge wurde zu lebenslanger Zwangsarbeit verurteilt, das Urteil wurde jedoch von König Louis-Philippe I. in eine lebenslange Gefängnisstrafe umgewandelt. Noch einige Jahre nach der Verurteilung erschienen Streitschriften und Bücher, in denen Anhänger beider Lager leidenschaftlich für ihre Sache eintraten. Die 1841 erstmals erschienene Autobiografie Lafarges wurde zu einem Bestseller.

## Leben

### Kindheit und Jugend
Marie Cappelle wurde als Tochter eines Obersten und dessen Frau geboren. Beide Elternteile starben früh, so dass Cappelle bei Pflegeeltern in Paris aufwuchs. Cappelle besuchte gute Schulen und freundete sich so mit vielen Kindern des Adels und des Geldadels an.
Einige Zeit nach dem Schulabschluss begleitete sie eine Schulfreundin, die mit dem Vicomte de Léautaud verheiratet war, auf deren Schloss. Während Cappelles Aufenthalt dort verschwand der Schmuck der Freundin spurlos. Der Vicomte de Léautaud verständigte die Sûreté, deren Ermittler zu dem Ergebnis kamen, dass einzig Cappelle den Schmuck entwendet haben könne. Der Vicomte hielt diesen Verdacht jedoch für so unwahrscheinlich, dass er eine Verhaftung Cappelles verhinderte und sie nach Paris zurückkehren ließ.

### Die Ehe mit Charles Lafarge
In Paris wurde Cappelle von ihren Pflegeeltern mit der Nachricht empfangen, dass sich ein wohlhabender Bräutigam für sie gefunden habe. Charles Lafarge hatte die Familie über eine Heiratsvermittlerin gefunden und behauptete, nicht nur eine Eisengießerei zu betreiben, sondern sowohl wohlhabend als auch Schlossbesitzer zu sein. Cappelle stimmte einer sofortigen Heirat zu. Sie folgte ihrem Ehemann nach der Heirat am 10. August 1839 auf dessen Anwesen.
Lafarge war allerdings weder wohlhabend, noch besaß er ein Schloss. Er lebte in einem alten, heruntergekommenen Gebäude des ehemaligen Kartäuserklosters Le Glandier in Beyssac im Département Corrèze, das nur notdürftig zum Wohnen hergerichtet war, und hatte erdrückende Schulden angehäuft. Die Eisengießerei war stillgelegt und nicht produktionsfähig. Marie Lafarge war entsetzt über diese Umstände und beschwor ihren Mann in einem Brief, sie sofort wieder freizugeben, sonst würde sie sich mit Arsenik töten. Sie habe das Gift bei sich. Lafarge war allerdings nicht bereit, die Ehe sofort wieder aufzulösen. Um sie zu beschwichtigen, beschaffte er ein Reitpferd und Dienerschaft.
Marie Lafarge schrieb in den folgenden Wochen begeisterte Briefe an Freunde und Verwandte und berichtete von dem Glück, das sie in Le Glandier gefunden habe. Sie vermachte ihrem Mann einen kleinen Teil ihres Vermögens und schrieb ihm Empfehlungsbriefe, mit denen er sich im Dezember 1839 auf den Weg nach Paris machte, um beim Patentamt über eine Abfindung für seine Erfindungen zu verhandeln. Kurz bevor Lafarge abreiste, vermachte sie ihm plötzlich ihr ganzes Vermögen, verlangte aber als Gegenleistung, dass er ihr das gesamte Anwesen, die Eisengießerei und die Patente an einigen seiner Erfindungen vermache. Er erfüllte diesen Wunsch, verfasste aber noch ein zweites Testament, in dem er seine Mutter als Alleinerbin einsetzte.
Während Charles Lafarge in Paris weilte, schrieb ihm seine Frau liebevolle Briefe, sandte ihm ihr Porträt und kündigte an, ihm kleine Weihnachtskuchen, von der Art, wie auch sie sie essen würde, zu schicken. Am 16. Dezember wurde das Gebäck in Le Glandier abgeschickt. Zwei Tage später erhielt Lafarge das Paket. Es enthielt allerdings nicht wie angekündigt, mehrere kleine Kuchen, sondern nur einen großen. Lafarge aß ein Stück und bekam kurze Zeit später starke Krämpfe und musste erbrechen. Er wurde von einer starken Gliederschwäche befallen und verbrachte einen vollen Tag im Bett. Lafarge suchte keinen Arzt auf, da Brechdurchfälle zu jener Zeit alltäglich waren, und warf den anscheinend verdorbenen Kuchen weg.

### Die Erkrankung und der Tod Charles Lafarges

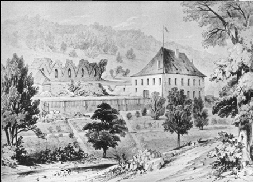
Le Glandier um 1840, das Todesjahr von Charles Lafarge

Am 3. Januar 1840 kehrte Charles Lafarge noch sichtlich geschwächt nach Le Glandier zurück. Er hatte 28 000 Franc aufgebracht, die ihn in die Lage versetzten, die dringendsten Schulden zu begleichen. Marie Lafarge servierte ihm Wildbret und Trüffel.
Kurze Zeit nach dem Essen befiel Lafarge erneut die „Pariser Krankheit“. In der Nacht wurde der Hausarzt, Dr. Bardou, zu Hilfe gerufen. Er diagnostizierte Cholera und schöpfte keinen Verdacht, als ihn Marie Lafarge bei dieser Gelegenheit um ein Rezept über vier Gran Arsenik bat. Sie wolle die Rattenplage in Le Glandier damit bekämpfen, erklärte sie Dr. Bardou, da die Ratten des Nachts die Ruhe des Kranken störten.
Am Tag darauf verschlechterte sich Lafarges Zustand. Er hatte Wadenkrämpfe und sehr starken Durst. Alle Mitglieder des Haushalts und viele Verwandte versammelten sich um sein Bett. Marie Lafarge reichte ihrem Gatten Getränke und Medikamente, unter anderem ein weißes Pulver aus der Malachitdose, die sie immer bei sich trug. Sie erklärte, es handele sich dabei um Gummi arabicum.
Am 10. Januar ging es Lafarge so schlecht, dass ein zweiter Arzt, Dr. Massénat, herbeigerufen wurde. Er diagnostizierte ebenfalls Cholera und verschrieb in Milch geschlagene Eier. Marie Lafarge mischte dieses Getränk und gab unter den Augen der Malerin Anna Brun, die ebenfalls dem Haushalt angehörte, ein weißes Pulver hinzu. Auf Nachfragen von Brun erklärte sie, es handele sich um Orangenblütenzucker. Etwas später fand Brun das Glas, von dem Charles Lafarge kaum getrunken hatte, und sah weiße Flocken auf der Milch schwimmen. Aus einem Verdacht heraus zeigte sie das Glas Dr. Bardou. Dieser probierte die Milch und empfand einen brennenden Geschmack. Den erklärte sich der Arzt damit, dass etwas Kalk von der Decke in das Glas gebröselt sei. Brun gab sich nicht mit dieser Erklärung zufrieden und schloss das Glas mit der Eiermilch in einem Schrank ein. Ebenso verfuhr Anna Brun mit den Resten einer Brotsuppe, in die Marie Lafarge ebenfalls das Pulver aus der Malachitdose gerührt hatte.
Brun teilte ihren Verdacht der Mutter und den Schwestern Lafarges mit. Einer der Diener berichtete, Mme. Lafarge habe am 5. Januar den Gärtner und am 8. Januar ihn selbst zur Apotheke nach Lubersac geschickt, um Arsen zu kaufen. Mit den Anschuldigungen der Familie konfrontiert, ließ Marie Lafarge den Gärtner holen, der bestätigte, das Gift von ihr erhalten zu haben, um daraus eine Paste zur Bekämpfung der Rattenplage herzustellen. Dies habe er getan und Köder ausgelegt. Am Tag darauf, am 13. Januar, fand Lafarges Schwester Amena einen weißen Bodensatz in einem Glas Zuckerwasser.
In der darauffolgenden Nacht wurde ein dritter Arzt hinzugezogen. Dr. Lespinasse erklärte, Lafarge sei mit Arsen vergiftet worden, allerdings sei es zu spät, etwas zu unternehmen. Wenige Stunden später, in den frühen Morgenstunden des 14. Januar 1840, starb Charles Lafarge.
Noch am selben Tag übersandte Marie Lafarge das Testament ihres Mannes, ohne zu wissen, dass es ungültig war, an einen Notar. Eine Cousine des Verstorbenen, ein junges Mädchen namens Emma, entwendete während einer Unterhaltung mit ihr die Malachitdose mit dem weißen Pulver. Die Familie benachrichtigte umgehend die Gendarmerie und den Friedensrichter von Brive, Monsieur Moran.

### Ermittlungen und Beweisaufnahme
Moran kam in Begleitung von drei Gendarmen nach Le Glandier. Er hörte sich die Anschuldigungen der Familie an und sammelte die Beweisstücke ein, die von Anna Brun verwahrt worden waren. Er legte die Gläser mit der Eiermilch und dem Zuckerwasser, die Reste der Brotsuppe und eine Probe des Erbrochenen von Charles Lafarge in einen Korb und ließ sich vom Gärtner die Reste des Arsens aushändigen. Der Gärtner sagte aus, dass er nicht erst am 5. Januar Arsenik erhalten habe, sondern schon Mitte Dezember. Die von ihm hergestellte Paste wurde allerdings von den Ratten gemieden, die Köder lagen noch überall unberührt herum.
Moran ließ daraufhin auch die Köder konfiszieren und den Apotheker von Lubersac, Monsieur Essartier, vernehmen. Dieser sagte aus, Mme. Lafarge habe am 12. Dezember 1839 und am 2. Januar 1840 größere Mengen Arsenik gekauft. Moran ließ daraufhin die drei behandelnden Ärzte zur Vernehmung bitten. Am 16. Januar bekamen die Doktoren Bardou, Massénat und Lespinasse von Moran den Auftrag, Lafarges Leiche zu obduzieren. Sie zogen noch Dr. D’Albay hinzu, einen über gute Chemiekenntnisse verfügenden Kollegen. Moran erklärte, er habe gehört, dass es den Professoren Devergie und Mathieu Orfila in Paris gelungen sei, Arsen in Leichen nachzuweisen, und fragte, ob die vier Ärzte das auch könnten. Alle vier mochten ihre Unkenntnis wohl nicht eingestehen und bejahten diese Frage.
Am 22. Januar lag der Bericht der Obduktion vor. Die Ärzte hatten nur den Magen Lafarges entnommen und den Rest des Körpers zur Bestattung freigegeben. Weiter untersuchten die Ärzte die Substanzen, die Moran auf Le Glandier konfisziert hatte. 1832 hatte James Marsh die nach ihm benannte Marshsche Probe erfunden, mit der man Arsen sicher nachweisen konnte. Die obduzierenden Ärzte hatten allerdings von dieser Entdeckung noch nichts gehört und untersuchten mit den Methoden, mit denen sich unter anderem Samuel Hahnemann am Nachweis des Arsens versucht hatte. Die Ärzte kamen zu dem Ergebnis, dass die konfiszierten Speisen und Getränke große Mengen Arsen enthielten, der Mageninhalt Lafarges aber zu wenig Arsen, um es genau zu bestimmen. Die Rattenköder und das Pulver, das der Gärtner ausgehändigt hatte, enthielten zur Überraschung aller Beteiligten überhaupt kein Arsen, es war Natron. Am 24. Januar wurde der Inhalt der Malachitdose untersucht; auch dort wurde Arsen gefunden.

### Der erste Prozess
Marie Lafarge wurde daraufhin am 25. Januar verhaftet und zusammen mit ihrer Dienerin Clémentine in das Gefängnis von Brive gebracht. Am folgenden Tag erschienen in den großen französischen Zeitungen die ersten Berichte über die „Giftmörderin von Le Glandier“. Lafarges Pflegeeltern engagierten daraufhin einen der bekanntesten Advokaten aus Paris, Maître Paillet. Dieser übernahm zusammen mit vier Assistenten, darunter der später berühmte Maître Charles Alexandre Lachaud (1818–1882), die Verteidigung Marie Lafarges.
Im Zuge der Zeitungsberichte erinnerte sich der Vicomte de Léautaud an den verschwundenen Schmuck seiner Frau und ließ eine Hausdurchsuchung in Le Glandier durchführen, die den Schmuck zu Tage förderte. Lafarge gab zu, diesen Schmuck zu besitzen. Sie sollte ihn im Auftrag der Comtesse de Léautaud zu Geld machen, da diese von einem Liebhaber erpresst werde. Diese Geschichte stellte sich jedoch als unwahr heraus.
Noch während der Beweissuche für den Giftmordprozess wurde Marie Lafarge wegen des Diebstahls vor Gericht gestellt. Sie beteuerte so überzeugend ihre Unschuld, dass sich einige Zeitungen auf ihre Seite schlugen und die Comtesse de Léautaud als die tatsächlich Schuldige bezeichneten. Lafarge wurde wegen Diebstahls zu zwei Jahren Gefängnis verurteilt.

### Der zweite Prozess

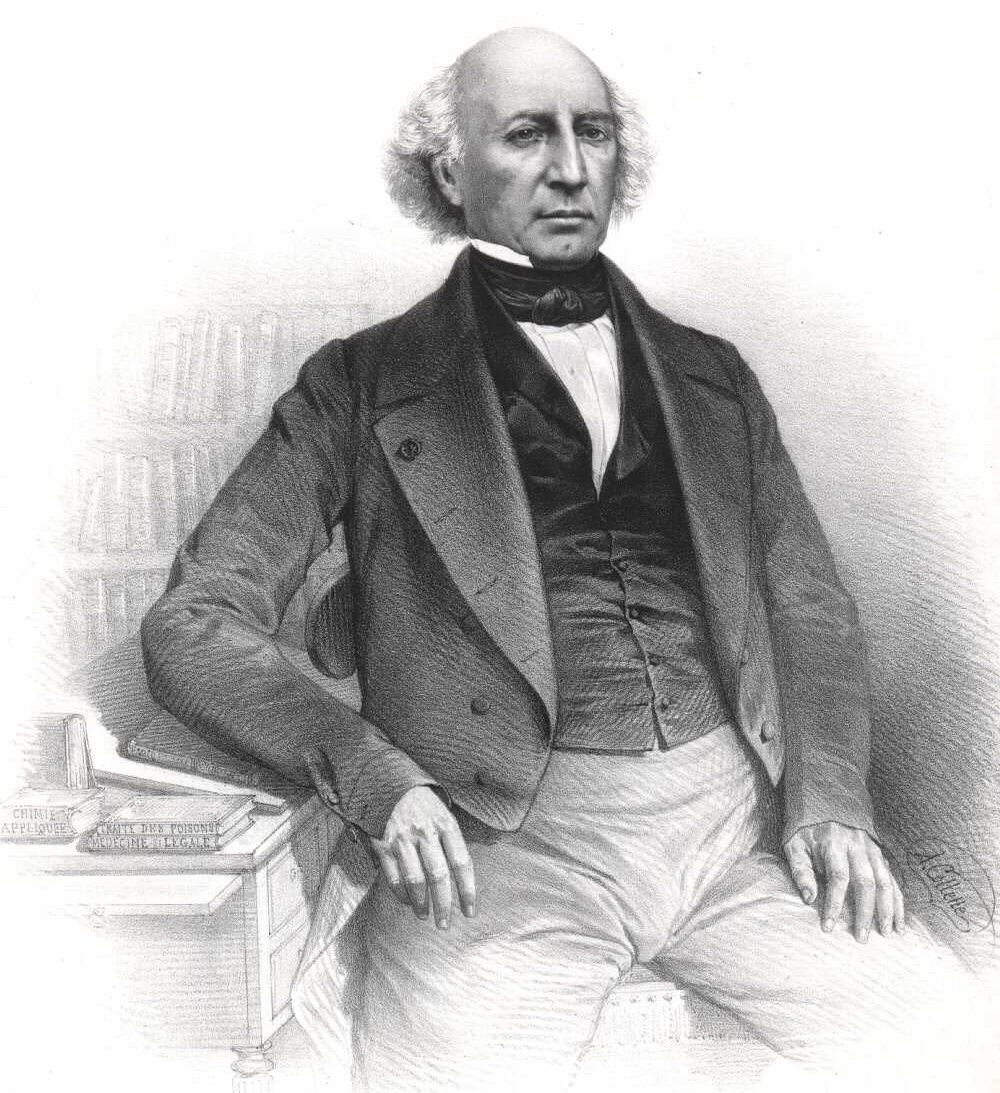
Der Toxikologe Mathieu Orfila

Der erste Prozess und die folgende Verurteilung hatten den Fall europaweit bekannt gemacht. Der zweite Prozess fand in Tulle statt. Bereits Wochen vor dem Verhandlungsbeginn waren alle Übernachtungsmöglichkeiten in Tulle und Umgebung ausgebucht. Aus ganz Europa reisten Journalisten an.
Am 3. September 1840 begann die Verhandlung gegen Marie Lafarge mit der Verlesung der Anklageschrift durch den Staatsanwalt Decous. Maître Paillet, der Verteidiger Lafarges, vertrat zu dieser Zeit zufällig in einem anderen Prozess den Toxikologen und Rechtsmediziner Mathieu Orfila und ersuchte diesen um Rat. Der Toxikologe galt zu dieser Zeit als Spezialist auf seinem Gebiet und war bereits mehrmals als Gutachter vor Gericht tätig gewesen. Orfila sah sich die Ermittlungsakten an und schrieb für Paillet ein Gutachten, aus dem die Unfähigkeit der obduzierenden Ärzte und deren Unkenntnis über den Nachweis von Arsen deutlich hervorging.
Am Nachmittag des ersten Verhandlungstages wurden die obduzierenden Ärzte Massénat und D’Albay in den Zeugenstand gerufen. Sie erklärten, wie man Charles Lafarges Leichnam obduziert und den Mageninhalt untersucht hatte. Auf Nachfrage Paillets erklärten beide, sie hätten noch nie von James Marsh oder der Marshschen Probe gehört. Paillet verlas daraufhin Orfilas Gutachten und verlangte, Orfila vor Gericht zu hören. Die Anklage lehnte das ab, es seien bereits neue Gutachter bestellt, die nochmals Untersuchungen vornehmen sollten. Dabei handelte es sich um die beiden Apotheker Dubois (Vater und Sohn) und den Chemiker Dupuytren aus Limoges.
Bardou, Massénat, Lespinasse und D’Albay hatten zwar von der ersten Obduktion Proben zurückbehalten, aber nicht beschriftet und sahen sich daher außerstande, zu erkennen, welches Gefäß bereits untersuchtes Material enthielt und welches noch nicht untersuchte Proben. Die Proben waren nur mit etwas Papier abgedeckt, der Magen des Opfers hatte bereits einige Tage vor den Untersuchungen völlig unverpackt in einer Schublade im Schreibtisch eines Gerichtsschreibers gelegen.
Am 5. September erschienen die Herren Dubois und Dupuytren wieder vor Gericht und übergaben als erstes eine Kiste mit der Hälfte des Untersuchungsmaterials zur Verwahrung. Der ältere Dubois erstattete daraufhin Bericht über die Untersuchung des Magens und des Mageninhalts des Leichnams. Er erklärte die Marshsche Probe und verschwieg dabei, dass er und seine Kollegen den dazu nötigen Apparat das erste Mal zusammengebaut und benutzt hatten. Dubois präsentierte schließlich das Ergebnis: In den Proben sei nicht die kleinste Spur Arsen nachweisbar.
Daraufhin verwickelte der Ankläger, der mittlerweile auch Orfilas Schriften gelesen hatte, die bisher untersuchenden Ärzte in einen fachlichen Streit, der in der Anordnung endete, dass Lafarges Überreste exhumiert werden müssen, um in anderen Organen, speziell der Leber, nach Arsen zu suchen. Dies sollte durch alle sieben bisher Beteiligten geschehen. Der Verteidiger Paillet versuchte dies zu verhindern, scheiterte aber.
Die Ärzte, der Chemiker und die beiden Apotheker begaben sich nach Le Glandier, während sich das Gericht mit der Frage beschäftigte, wie der vergiftete Kuchen in das Paket für Charles Lafarge gekommen war und warum sich Arsenik in der Malachitdose befand. Marie Lafarge beteuerte ihre Unschuld und deutete an, dass man ihr den Mord anhängen wolle, wollte aber keine Namen nennen, um niemandem das Leid zuzufügen, das sie jetzt ertragen müsse.
Die sieben Gutachter hatten mittlerweile ebenfalls alle Werke Orfilas gelesen und legten sämtliche Proben in saubere Gefäße, entnahmen Friedhofserde zum Vergleich und kehrten am 9. September in den Gerichtssaal zurück. Es wurden Teile der Leber, der Milz, des Darmes und des Gehirns untersucht. Die Marshsche Probe zeigte, dass sich in keinem untersuchten Bereich des Leichnams Arsenik befand. Der Ankläger Decous erwiderte darauf, wie man sich das gefundene Arsenik in den Getränken und Speisen sowie in der Malachitdose erklären wolle, wenn der Leichnam kein Arsenik enthielt. Er verlangte, die fraglichen Beweisstücke mit Hilfe des Marshschen Apparates erneut zu untersuchen, Maître Paille – seines Sieges völlig sicher – stimmte zu.
Am Nachmittag trat das Gericht wieder zusammen. Der Apotheker Dubois (der ältere) betrat den Zeugenstand und erklärte, man habe in allen Speisen und Getränken sowie der Malachitdose Arsenik gefunden, alleine die untersuchte Eiermilch enthalte soviel Arsenik, dass man „wenigstens zehn Personen damit vergiften könnte“.
Der Staatsanwalt Decous bestand nun darauf, den Experten Orfila vor Gericht zu hören. Paillet, der das bereits am ersten Prozesstag gefordert hatte, konnte das schlecht ablehnen. Der Toxikologe erreichte Tulle am 13. September und verlangte, dass alle bisherigen Gutachter Zeuge seiner Untersuchungen sein sollten. Er ließ sich das zurückbehaltene Material und die Reagenzien vom Gericht übergeben und führte die Experimente sogleich in einem Nebensaal des Justizgebäudes durch. Die Türen wurden verschlossen und bewacht.
Orfilas Experimente dauerten die ganze Nacht an. Am Nachmittag des 14. Septembers trat er in den Zeugenstand. Der Toxikologe erklärte, er werde beweisen, dass der Körper Lafarges Arsenik enthalte. Weiter werde er beweisen, dass das im Leichnam gefundene Gift weder aus der Friedhofserde stamme, noch dem Arsen entspreche, das sich von Natur aus im menschlichen Körper befindet. Er referierte darüber, dass man die ersten Untersuchungen mit veralteten Methoden durchgeführt habe und bei den zweiten Untersuchungen der hochempfindliche Marshsche Apparat nicht richtig benutzt worden sei. Er führte aus, dass die Friedhofserde keinerlei Arsen enthalte und dass sich Arsen im menschlichen Körper nur in den Knochen befinde, nicht aber im Magen, Darm, in der Milz oder der Leber und auch nicht im Gehirn.
Paillet hielt ein verzweifeltes Plädoyer, während es vor dem Gerichtsgebäude zu lautstarken Protesten der Lafargisten kam. Am 19. September fiel das Urteil: Mme. Lafarge wurde zu lebenslanger Zwangsarbeit verurteilt, das Urteil wurde jedoch von König Louis-Philippe I. in eine lebenslängliche Gefängnisstrafe umgewandelt.

### Gefängnishaft und Tod
Im Oktober 1841 wurde Lafarge in das Gefängnis Montpellier überführt, in dem sie zehn Jahre verbrachte. Im ersten Jahr ihres Gefängnisaufenthaltes schrieb sie ihre Memoiren, die 1841 erschienen. 1851 wurde sie schwer lungenkrank (vermutlich war es Tuberkulose) entlassen und starb wenige Monate später im Jahr 1852. Sie wurde auf dem Friedhof in Ornolac-Ussat-les-Bains im Département Ariège beigesetzt, die Grabstätte ist noch erhalten.
Nach dem Tode Marie Lafarges blickte ein Rechtsanwalt namens Monsieur Bac, der als Assistent Paillets am Prozess beteiligt und lange Zeit von ihrer Unschuld überzeugt war, auf die Affäre Lafarge zurück. Bac erklärte, dass, wenn man so schlecht über Marie Lafarge denke, wie man nur könne, man noch nicht schlecht genug über sie denken würde.

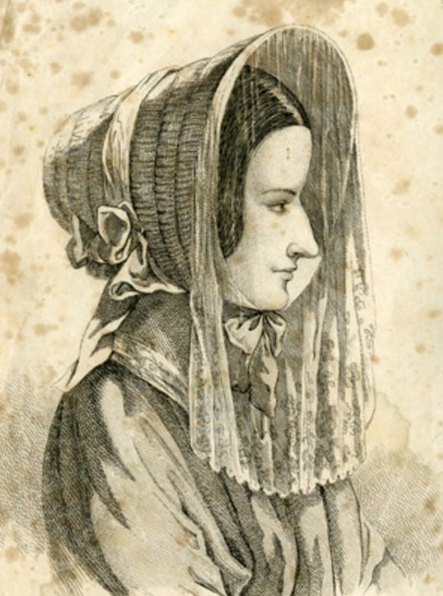
Marie Lafarge auf dem Einband ihrer 1841 bei Carey & Hart in Philadelphia erschienenen Memoiren

## Verfilmungen
Der Prozess um Marie Lafarge wurde 1938 als L’Affaire Lafarge unter der Regie von Pierre Chenal verfilmt. Pierre Renoir spielte die Rolle des Charles Lafarge, Marcelle Chantal übernahm den Part der Marie Lafarge. 1975 produzierte das Fernsehen der DDR unter der Regie von P. Deutsch einen Fernsehfilm unter dem Titel Sensationsprozeß Marie Lafarge. Wolf Kaiser, Günter Schubert und Ulrike Hanke-Hänsch gehörten zu den Darstellern.